# Aglaia ceramica
Espèce
Synonymes
- Aglaia elliptica var. ceramica Miq.[1]

Statut de conservation UICN

 VU D2 : Vulnérable
Aglaia ceramica est une espèce de plantes de la famille des Meliaceae.

## Publication originale
- Kew Bulletin, Additional Series 16: 262. 1992.